# Анатолія Зверєва
Анатолія Зверєва (рос. Анатолия Зверева) — селище у Ікрянинському районі Астраханської області Російської Федерації.
Населення становить 532 особи (2013). Входить до складу муніципального утворення Бахтемирська сільрада.

## Історія
Населений пункт розташований на території українського етнічного та культурного краю Жовтий Клин. Від 1925 року належить до Ікрянинського району.
Згідно із законом від 6 серпня 2004 року органом місцевого самоврядування є Бахтемирська сільрада.

## Населення
| 2002 | 2010 | 2013 |
| ---- | ---- | ---- |
| 485  | ↗518 | ↗532 |